# 포르투갈 제국의 식민지 목록
이 문서에서는 포르투갈 제국의 식민지의 목록과 유형, 점령기간에 관한 발전사를 각 대륙별로 다룬다.

## 유럽
포르투갈은 유럽 곳곳에 상관 (商館, 교역소)을 설립하였다. 타 대륙과는 달리 순수 상업목적으로 설립된 상관에 해당된다.
- 안트베르펜 - 상관[5]
- 브뤼헤 - 상관[5]
- 히오스 - 상관 (1499년~?)[6]
- 베네치아 - 상관 (1508년경)[7]

## 아프리카
포르투갈이 가장 먼저 진출한 대륙으로, 1415년 세우타 정복으로 발길을 내딛기 시작하여 1975년 아프리카 내 식민지의 독립 승인으로 끝을 맺었다.
다만 마데이라 제도의 경우, 지리적으로 따져봤을 때 북아프리카 연안에서 650km밖에 떨어지지 않은, 아프리카판에 속한 섬으로서 현존하는 아프리카 내 식민지로 생각할 수도 있다. 마데이라 제도와 포르투갈 본토 간의 거리는 950km에 달하지만, 그 문화권은 유럽에 속해 왔다.
- 앙골라 (포르투갈령 서아프리카): 식민지 (1575년~1589년), 왕령 식민지 (1589년~1951년), 해외주 (1951년~1971년), 주 (1971년~1975년). 1975년 앙골라로 독립.
- 아르긴 (아르깅): 1455년~1633년.
- 아크라: 1557년~1578년
- 카빈다: 1883년~1887년 보호국, 1887년~1921년 콩고 구역, 1921년~1922년 마켈라 종속 감독령, 1922년~1930년 자이르 구역 종속령, 1930년~1932년 자이르 카빈다 감독령, 1932년~1934년 포르투갈령 앙골라 감독령, 1934년~1945년 앙골라 속령, 1946년~1975년 구역 지위 복구. 1975년 앙골라 독립 이래 앙골라 국가해방전선이 점거하고 카빈다 공화국을 건국 선언하였으나 포르투갈과 앙골라 양국에게 인정받지 못했다.
- 카부베르드 (카보베르데): 1462년~1495년 정착지, 1495년~1587년 왕령 식민지령, 1587년~1951년 왕령 식민지, 1951년~1974년 해외주, 1974년~1975년 자치공화국, 1975년 카보베르데로 독립.

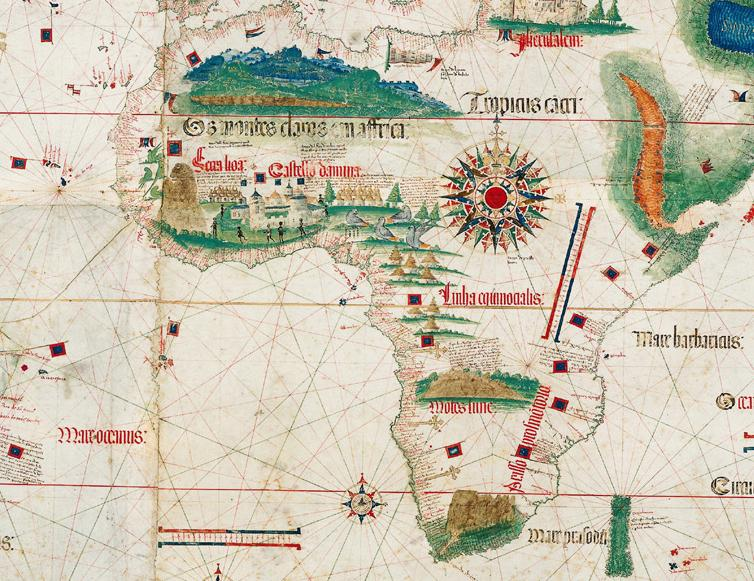
칸티노 세계지도 (1502년)

- 세우타: 1415년~1640년 점령, 1668년 스페인에 양도.
- 엘미나: 1482년~1637년 점령, 이후 동인도 회사에서 점령.
- 페르난두푸와 안노본: 1474년~1778년 식민지, 1778년 스페인에 양도.
- 포르투갈령 황금해안: 1482년~1642년 점령, 1642년 네덜란드령 황금해안에 양도.
- 포르투갈령 기니: 1879년~1951년 식민지, 1951년~1974년 해외주. 1973년 기니비사우로 독립 선언, 1974년 포르투갈의 독립 승인.
  - 카셰우: 1640년~1879년 도독령, 1879년 비사우와 합병.
  - 비사우: 1687년~1696년 카셰우의 정착지, 1696년~1707년 별도 도독령. 1707년~1753년에 버려졌다가 1753년~1879년 카보베르데의 별개 식민지로 재편입. 1879년 카셰우와 합병.
- 마다가스카르 남부: 1496년~1550년 점령.
- 마데이라 제도: 1418년~1420년 점령, 1420년~1580년 식민지, 1580년~1834년 왕령 식민지, 1834년~1976년 자치구. 1976년 자치주로 승격.
- 마스카렌 제도: 1498년~1540년 요새 주둔지
- 말린디: 1500년~1630년 점령.
- 몸바사: 1593년~1638년 점령. 1638년~1698년 포르투갈령 인도의 수도인 고아의 종속 식민지로 속함. 1728년부터 1년간 다시 고아의 종속 식민지로 삼았다가 1729년 오만이 통치하게 되었다.
- 모로코 내 거점
  - 아구스 (수이라게디마, 1506년~1525년)
  - 알카세르세게르 (엘크사레스세기르, 1458년~1550년)
  - 아르실라 (아실라, 1471년–1550년 / 1577년~1589년): 1589년 모로코의 영토로 복귀.
  - 아실모르 (아즈무르, 1513년~1541년): 1541년 모로코의 도시로 복귀.
  - 마사간 (엘자디다, 1485년~1550년): 1506년~1769년 점령, 이후 모로코로 합병.
  - 모가도르 (에사위라, 1506년~1510년)
  - 사핑 (사피, 1488년~1541년)
  - 산타크루스두카부드게 (아가디르, 1505년~1541년)
- 포르투갈령 동아프리카 (모삼비크): 1498년~1501년 점령, 1501년~1569년 고아 종속지, 1569년~1609년 총독령, 1609년~1752년 고아 종속 식민지, 1752년~1951년 일반 식민지, 1951년~1971년 해외주, 1971년~1974년 일반주. 이후 현지 정부로 통치권이 이양되어 1975년 모잠비크로 독립.
- 와단 (1487년)
- 킬로아 (1505년~1512년)
- 로쿠프르: 1778년경에 점령[9]
- 상주앙바프티스타드아주다: 1680년~1700년경 식민지 요새, 1721년~1730년 포르투갈령 브라질 식민지에 속한 요새로 전환. 1730년~1858년 포르투갈령 상투메 프린시페에 속한 총독부령 요새로 전환. 1872년~1961년 프랑스령 서아프리카 내 포르투갈령 월경지로서 별개의 통치권이 지켜지는 요새로 남음. 1961년 다호메이에 합병.
- 상투메 프린시페: 1753년~1951년 왕령 식민지, 1951년~1971년 해외주, 1971년~1975년 지역 정부 수립, 1975년 상투메 프린시페로 독립.
  - 상투메: 1470년~1485년 점령, 1485년~1522년 식민지, 1522년~1641년 왕령 식민지, 1641년~1648년 네덜란드의 점령, 1648년 프랑스의 점령. 이후 위와 같음.
  - 프린시페: 1471~1753년 식민지, 1753년 상투메와 합쳐졌다.
- 탕헤르: 1471년~1662년 점령, 1662년 잉글랜드에 양도.
- 잔지바르: 1503년~1698년 점령, 1698년 오만의 일부가 됨.
- 지긴쇼르: 1645년~1888년 점령, 1888년 프랑스에 양도.

## 북대서양과 북아메리카

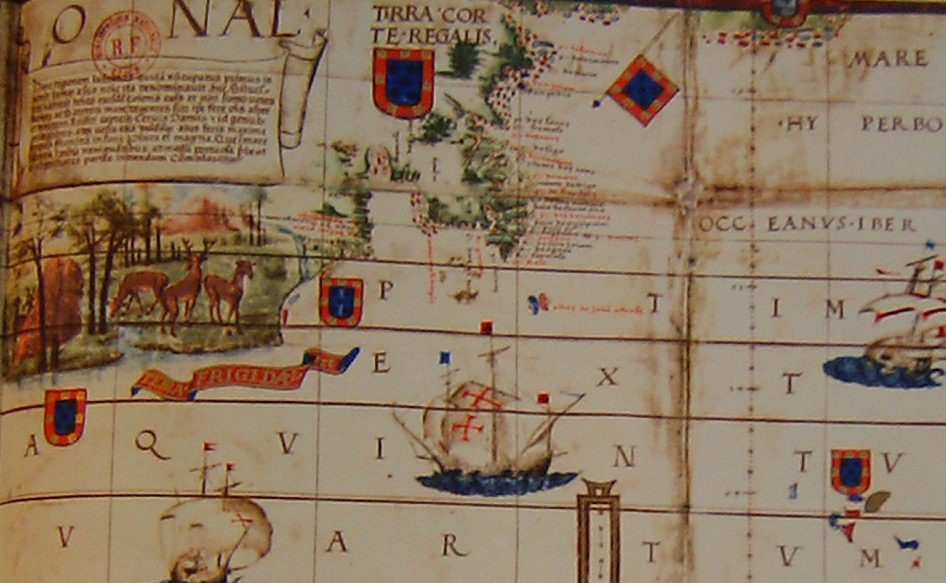
레이넬-로포 대서양 지도 (1519년)

대항해시대 초기에 아조레스 제도를 개척하면서 북대서양에 처음 진출하였다. 이후 1499년부터 1502년까지 라브라도르와 코르트레알 형제가 아메리카 탐험에 나섰으며, 그린란드와 캐나다 동부의 영유권 확보에 나서기도 했다.
- 아소르스 제도: 1427년~1766년 일반 식민지, 1766년~1831년 총독령, 1831년~1976년 앙그라두헤로이스무, 호르타, 폰타델가다 자치구로 분할. 1976년 자치령으로 전환.
- 그린란드: 1499년 또는 1500년 주앙 페르난데스 라브라도르가 탐사 후 영유권 주장. 1502년 칸티누 평면구형도, 1519년 레이넬-로포 지도, 1535년 레이넬 지도 등에서 발견되나 이후 불명.
- 코르트레알: 1501년 코르트레알 형제의 탐사 후 영유권 주장. 두 곳의 정착지를 새움. 한 곳은 지금의 포르투갈코브세인트필립스, 다른 한 곳은 포르투갈코브사우스. 이후 영유권 주장 불명.
  - 테라노바 (뉴펀들랜드): 1501년 미겔 코르트레알과 가스파르 코르트레알이, 이후 주앙 알바르스 파군드스가 영유권 주장. 테라노바도스바칼랴우스 (Terra Nova dos Bacalhaus)라는 이름으로도 알려져 있음.
  - 래브라도: 1499년 또는 1500년 코르트레알 형제가 영유권 주장. 주앙 페르난드스 라브라도르도 탐사 후 영유권 주장 가능성 존재.
  - 노바스코티아: 1519년경 주앙 알바르스 파군드스가 탐사 후 영유권을 주장한 것으로 추정. 오늘날의 세인트피터스와 이고니시, 두 곳의 정착지를 세움.

## 남아메리카

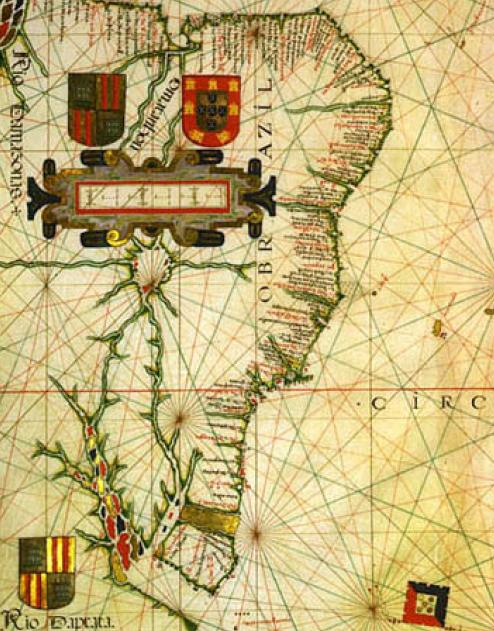
바스 두라두 아틀라스 지도 (1576년경)

1500년 브라질을 발견하여 남미에 처음 진출하였으며, 1822년 브라질 독립으로 남미 내 식민지는 사라졌다. 같은 시기 남미에 진출했던 스페인과는 달리 여러 개의 부왕령으로 쪼개 다스리지는 않았다.
- 바르바도스: 1532년부터 1536년까지 페드루 캉푸스가 탐험 후 발견하여 오스바르바도스 (Os Barbados)라는 이름으로 점령하였다. 포르투갈이 점령했던 유일한 카리브해 연안 식민지로, 1620년 브라질 인근 탐사에 집중하기 위해 섬을 버리고 떠났다.
- 브라질: 1500년~1530년 점령. 일랴드산타크루스 (Ilha de Santa Cruz, 산타크루스섬)라는 이름이었다가 대륙임이 밝혀진 이후 테라드베라크루스 (Terra de Vera Cruz)로 바꿈. 1530년~1714년 식민지. 1714년~1815년 부왕국. 1815년~1822년 포르투갈 본토와의 연합왕국. 1822년 브라질 독립 선언.
- 시스플라티나 (우루과이): 1808년~1822년 점령, 1817년 포르투갈 브라질 알가르브 연합왕국의 도독령으로 전환. 1827년 우루과이로 독립.
- 프랑스령 기아나: 1809년~1817년 점령, 1817년 프랑스령으로 되돌아옴.
- 노바콜로니아두사크라멘투: 오늘날의 우루과이에 있었던 식민지로 1680년에 처음 세워졌다가 스페인에게 점령된 뒤 1683년~1705년, 1715년~1777년 두 차례에 걸쳐 빼앗겼다 다시 점령하기를 반복했다. 1777년 스페인 제국에 최종 양도.

## 아시아와 오세아니아
포르투갈은 1498년 바스쿠 다 가마의 항해로 인도에 처음 도달하고, 아시아 내 식민지를 개척하기 시작하였다. 이후 1999년 포르투갈령 마카오를 중화인민공화국에 반환하면서 아시아 내 식민지는 모두 사라졌다.
- 아덴: 1513년 알부케르크와 1516년 알베르가리아의 정복 시도가 있었다. 1547년부터 1548년까지 몇달간 점령에 성공하였으나 오스만 제국의 피리 레이스에게 다시 빼앗겼다.[10]
- 바레인: 1521년~1602년 점령. 현지인의 봉기와 페르시아군의 점령으로 포기.
- 실론: 1597년~1658년 식민지. 1656년 네덜란드가 접수, 1658년 자프나가 다시 접수.
- 플로레스섬: 16세기~19세기 점령. 이후 동인도 회사에 매각.
  - 솔로르: 1520년~1636년 점령.
- 감루/반다르아바스: 1506년~1615년 점령. 이후 페르시아군이 점령.
- 호르무즈섬: 1515년~1622년 고아의 속령으로 점령. 페르시아와 영국 동인도 회사의 연합군이 접수.
- 래커디브 제도: 1498년~1545년 점령, 현지인의 봉기로 쫓겨남
- 마카오: 1553~1557년 정착지로 시작. 1557년~1844년 고아에 임대되어 종속 영토로 남음. 1883년~1951년 포르투갈령 티모르와의 통합 해외주로 전환. 1976년~1999년 포르투갈 정부의 직할령. 이후 중화인민공화국에 완전 반환되어 1999년 특별행정구로 남아있음.
  - 콜로안: 1864년 점령.
  - 타이파: 1851년 점령.
  - 일랴베르데: 1890년 확보.
  - 몽타냐섬: 19세기 포르투갈 선교사들이 정착, 1938년 포르투갈군 점령. 1941년 일본군 점령 후 1945년 중국에 반환.
- 마카사르섬: 1512년~1665년. 네덜란드가 강탈
- 믈라카: 1511년~1641년 정착, 이후 네덜란드가 강탈
- 몰디브: 1518년~1521년, 1558년~1573년 점령
- 말루쿠 제도 (인도네시아의 포르투갈 제국령 참고)
  - 암본섬: 1576년~1605년 정착
  - 트르나테섬: 1522년~1575년 정착
  - 티도레섬: 1578년~1605년 식민지, 이후 네덜란드가 장악

- 무스카트: 1515년~1650년 점령

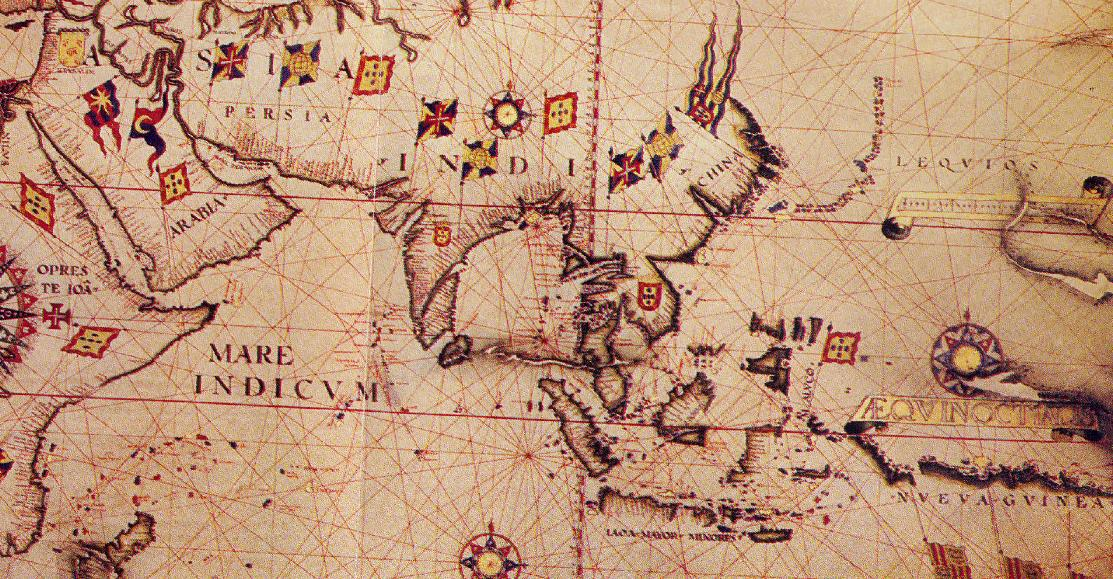
1550년경 포르투갈 세계지도의 아시아 일대

- 포르투갈령 인도: 1946~1962년 해외주. 1962년 인도가 점령, 1974년 포르투갈의 인도 점령 승인.
  - Baçaim/Vasai: possession (1535–1739)
  - Bombaím/Mumbai: possession (1534–1661)
  - Calicut/Kozhikode: settlement (1512–1525)
  - Cambay/Khambhat: factory (?-1616)
  - Cannanore/Kolathunadu: possession (1502–1663)
  - Chaul: possession (1521–1740)
  - Chittagong: possession (1528–1666)
  - Cochin/Kochi: possession (1500–1663)
  - Cranganore/Kodungallur: possession (1536–1662)
  - Damão/Daman: acquisition in 1559. Became part of overseas province in 1946. Taken over by India in Dec 1961.
  - Diu: acquisition in 1535. Became part of overseas province in 1946. Taken over by India in Dec 1961.
  - Dadra: acquisition in 1779. Taken over by India in 1954.
  - 고아: 1510년~1946년 식민지. 1946년 해외주 편입, 1961년 12월 인도가 점령.
  - 후글리: 1579년~163년 점령
  - 나가르하벨리: 1779년 할양, 1954년 인도가 접수
  - 마실리파트남 (마술리파트남): 1598년~1610년 점령
  - 탄리인: 1599년~1613년 점령
  - 망갈로르: 1568년~1659년 점령
  - 나가파티남 (네가파탐): 1507년~1657년 점령
  - 풀리카트 (팔리아카트): 1518년~1610년 점령, 이후 네덜란드가 점령
  - 콜람 (쿨랑): 1502년~1661년 점령
  - 살셋섬: 1534년~1737년 점령, 이후 마라타 제국이 점령
  - 밀라포르 (상투메드멜리아포르): 1523년~1662년 / 1687년~1749년 정착
  - 수라트: 1540년~1612년 정착
  - 투투쿠디 (투티코린): 1548년~1658년 점령
- 소코트라: 1506년~1511년 점령. 키신-수쿠트라 마흐리 술탄국의 일부가 됨.
- 카타르: 1517년~1538년 점령. 오스만 제국의 정복으로 포기.
- 티모르: 1520년~1640년 영유권 주장 및 일부 점령.
  - 서티모르: 1640년 네덜란드의 점령으로 포기.
  - 포르투갈령 티모르: 1642년~1844년 포르투갈령 인도 소속 식민지, 1844년~1896년 마카오 소속 식민지, 1896년~1951년 독립 식민지, 1951년~1975년 해외 영토. 1975년 독립 승인 및 동티모르 공화국 건국 선언이 있었으나 인도네시아가 점령하였다. 유엔에서는 인도네시아의 점령을 승인하지 않고 여전히 포르투갈령으로 인지하다가, 1999년부터 직접 관할에 나섰다. 2002년 동티모르가 완전 독립하였다.[11]

## 같이 보기
- 아메리카의 유럽 식민주의
- 포르투갈의 역사
- 포르투갈의 역사 연표

## 관련 문헌
- Cotton, James. East Timor, Australia and regional order: intervention and its aftermath in Southeast Asia (Routledge, 2004).
- De Meneses, Filipe Ribeiro, and Robert McNamara, eds. The White Redoubt, the Great Powers and the Struggle for Southern Africa, 1960-1980 (Palgrave Macmillan UK, 2017).
- James, W. Martin. Historical dictionary of Angola (Rowman & Littlefield, 2018).
- Lloyd-Jones, Stewart, and António Costa Pinto, eds. The last Empire: thirty years of Portuguese decolonization (Intellect Books, 2003).
- MacQueen, Norrie. The Decolonization of Portuguese Africa: Metropolitan Revolution and the Dissolution of Empire (1997).
- MacQueen, Norrie. "Belated Decolonization and UN Politics against the Backdrop of the Cold War: Portugal, Britain, and Guinea-Bissau's Proclamation of Independence, 1973–1974." Journal of Cold War Studies 8.4 (2006): 29–56.
- Springhall, John. Decolonization since 1945: the collapse of European overseas empires (Palgrave Macmillan, 2001).